# 朱孝远
朱孝远（1954年—），浙江海宁人。1990年获美国俄勒冈大学欧洲史哲学博士学位，1990年至1992年任教于美国伊利诺斯州立大学，现为北京大学历史系教授，美国俄勒冈大学名誉教授，中国世界中世纪史学会副会长。 主要研究领域为中世纪欧洲史、文艺复兴史、宗教改革史和世界文化史。